# Larina
Larina is een geslacht van weekdieren uit de klasse van de Gastropoda (slakken).

## Soorten
- Larina lirata (Tate, 1885)
- Larina strangei A. Adams, 1855